# Kinesiska kalendern
Den kinesiska kalendern är en lunisolarkalender som utvecklats från en månkalender, där element från en solkalender arbetats in. Den fick sin nuvarande utformning under Handynastin (206 f.Kr. - 220 e.Kr.), men en del inslag i den är betydligt äldre, i varje fall från Shangdynastin (1766 f.Kr. – 1122 f.Kr.). Kalendern betraktades som ett uttryck för kejsarmakten och avskaffades som officiell kalender 1929, efter några misslyckade tidigare försök. Den ersattes då av den västerländska gregorianska kalendern. Dock räknade man 1911 (året för Xinhairevolutionen då kejsardömet störtades) som år noll; i denna form gäller den gregorianska kalendern fortfarande på Taiwan medan man i Folkrepubliken Kina använder den i dess internationellt vanliga form.
Den kinesiska kalendern, eller varianter av den, har även använts i Korea, Vietnam och Japan. I alla dessa länder har den under andra halvan av 1800-talet eller första halvan av 1900-talet ersatts av den gregorianska. Den traditionella månkalendern lever dock kvar parallellt med den nya, då den avgör datum för en mängd högtider under året. Den är också av central betydelse inom kinesisk astrologi.
Den kinesiska kalendern kallas i Kina vanligen för "bondekalendern" (nónglì 農曆). En annan benämning på den är "månkalendern" eller "yinkalendern" (yīnlì 陰曆), till skillnad från den gregorianska "solkalendern" eller "yangkalendern" (yánglì 陽曆).

## Månaderna
Nyår infaller alltid vid den andra nymånen efter vintersolståndet, och vid varje nymåne därefter inleds en ny månad. Eftersom ett månvarv (synodisk månad) varar 29,5 dygn kommer det kinesiska nyåret att infalla mellan den 21 januari och den 21 februari. Månaderna blir 30 dagar långa, eller ibland 29 beroende på exakt klockslag för nymånen. De flesta år kommer att innehålla tolv månader, men ungefär vart tredje år blir skottår med tretton månader. Månaderna har inga egentliga namn, utan de numreras – ”den första månaden”, ”den andra månaden” och så vidare. Vid skottår räknas en av de tretton månaderna som skottmånad (rùnyuè 閏月); denna har inget eget nummer utan räknas som en dubblett av närmast föregående månad. Även skottåren slutar därmed med ”den tolfte månaden”. Vilken av de tretton som ska räknas som skottmånad bestäms av invecklade regler; en huvudregel är att den månad i vilken solen hela tiden befinner sig i en och samma stjärnbild ska vara skottmånad, men det finns undantag.

## Solperioderna
Som vägledning för jordbruket fungerar månkalendern ganska dåligt – naturens växlingar följer ju solen, inte månen, och ett och samma datum i månåret kan infalla vid högst olika tidpunkter i solåret. Man har därför ett parallellt system av tjugofyra solbaserade tidpunkter kallade solperioder (jiéqi 節氣). Systemet har att göra med den kinesiska zodiaken, alltså de stjärnbilder som ligger utmed ekliptikan, den cirkel på himlavalvet som solen löper runt under ett år. I Kina liksom i Europa räknade man med tolv sådana stjärnbilder. När solen under sin vandring längs ekliptikan passerar från en stjärnbild till nästa infaller i den kinesiska kalendern en jiéqi, likaså när solen står mitt i en stjärnbild, och sammantaget blir det tjugofyra stycken.
| Longitud på ekliptikan | Kinesiskt namn              | Gregorianskt datum (ungefär) | Översättning               | Kommentarer                                                     |
| ---------------------- | --------------------------- | ---------------------------- | -------------------------- | --------------------------------------------------------------- |
| 315°                   | 立春 lìchūn                 | 4-5 februari                 | Våren infaller             |                                                                 |
| 330°                   | 雨水 yǔshuǐ                 | 19-20 februari               | Regn och vatten            | från och med nu kommer nederbörden som vatten i stället för snö |
| 345°                   | 啓蟄 qǐzhé (驚蟄 jīngzhé)   | 5-6 mars                     | Insekterna vaknar till liv |                                                                 |
| 0°                     | 春分 chūnfēn                | 21-22 mars                   | Vårdagjämningen            |                                                                 |
| 15°                    | 清明 qīngmíng               | 5-6 april                    | Rent ljus                  | dags att sköta om de dödas gravar                               |
| 30°                    | 穀雨 gǔyǔ eller gǔyù        | 20-21 april                  | Säd och regn               | regn får säden att gro                                          |
| 45°                    | 立夏 lìxià                  | 5-6 maj                      | Sommaren infaller          |                                                                 |
| 60°                    | 小滿 xiǎomǎn                | 21-22 maj                    | Kornen matas               | säden är kraftig                                                |
| 75°                    | 芒種 mángzhòng or mángzhǒng | 6-7 juni                     | Säden går i ax             |                                                                 |
| 90°                    | 夏至 xiàzhì                 | 21-22 juni                   | Sommarsolståndet           |                                                                 |
| 105°                   | 小暑 xiǎoshǔ                | 7-8 juli                     | Lilla värmen               |                                                                 |
| 120°                   | 大暑 dàshǔ                  | 23-24 juli                   | Stora värmen               |                                                                 |
| 135°                   | 立秋 lìqiū                  | 7-8 augusti                  | Hösten infaller            |                                                                 |
| 150°                   | 處暑 chǔshǔ                 | 23-24 augusti                | Värmen avtar               |                                                                 |
| 165°                   | 白露 báilù                  | 8 september                  | Vit dagg                   |                                                                 |
| 180°                   | 秋分 qiūfēn                 | 23-24 september              | Höstdagjämningen           |                                                                 |
| 195°                   | 寒露 hánlù                  | 8-9 oktober                  | Kall dagg                  |                                                                 |
| 210°                   | 霜降 shuāngjiàng            | 23-24 oktober                | Frosten faller             | den första frosten                                              |
| 225°                   | 立冬 lìdōng                 | 7 november                   | Vintern infaller           |                                                                 |
| 240°                   | 小雪 xiǎoxuě                | 22-23 november               | Lilla snön                 |                                                                 |
| 255°                   | 大雪 dàxuě                  | 7-8 december                 | Stora snön                 |                                                                 |
| 270°                   | 冬至 dōngzhì                | 22-23 december               | Vintersolståndet           |                                                                 |
| 285°                   | 小寒 xiǎohán                | 5-7 januari                  | Lilla kölden               |                                                                 |
| 300°                   | 大寒 dàhán                  | 20-21 januari                | Stora kölden               |                                                                 |

## Veckor
Varje månad delas in i tre tiodagarsperioder (xún 旬).

## Årtalsangivelser
Åren räknas i sextioårsperioder och numreras inom denna period med en uppsättning rituella räkneord som kallas De himmelska stammarna och jordiska grenarna. Den period som pågår när detta skrivs började år 1984, den förra 1924, och nästa period kommer att börja år 2044. En fullständig årtalsangivelse enligt kinesisk kalender innehåller namnet på den kejsare som regerade under året samt årets nummer uttryckt som stam och gren.
En känd historisk händelse som brukar benämnas med årtal enligt stam-grensystemet är Xinhairevolutionen i Kina 1911, då kejsardömet störtades och republik infördes. Xīn-hài (辛亥) är år 1911 (i den period som inleddes 1864). En annan sådan händelse är Tet-offensiven under Vietnamkriget. Offensiven ägde rum vid månkalenderns nyår (Tết) 1968, år mậu thân (戊申)i den period som började 1924, och den kallas i Vietnam just Tết mậu thân.
Inom kinesisk astrologi associeras åren i en tolvårsperiod med olika djur. Se Himmelska stammar och jordiska grenar.

## Indelningen av dygnet
Det kinesiska dygnet började och slutade vid midnatt. Det delades in i tolv ungefär lika långa "timmar" (shíchen 時辰); en kinesisk timme motsvarade alltså två europeiska. "Timmarna" numrerades med de jordiska grenarna. 
Natten indelades även i fem väkter (gēng 更). I till exempel historiska romaner talas särskilt ofta om "den tredje väkten" (kring midnatt) och "den femte väkten" (före gryningen). 
Ett tredje parallellt system delade dygnet i 100 lika delar, kè (刻), om 14.4 minuter eller en mer bekant tidsrymd, en kort kvarts standardtimme. Denna enhet gällde under ett par tusen år, vilket innebär att kineserna var först med att tillämpa metrisk decimaltid - långt före Franska revolutionskalendern.